# Country-Musik 2023
Die Liste bietet eine Übersicht über das Jahr 2023 im Genre Country-Musik.

## Top Hits des Jahres

### Nummer-1-Hits
Die folgende Liste umfasst die Nummer-eins-Hits der Billboard Hot Country Songs des US-amerikanischen Musikmagazines Billboard chronologisch nach Wochenplatzierung.
- 07. Januar – Something in the Orange – Zach Bryan
- 18. Februar – Last Night – Morgan Wallen
- 29. Juli – Try That in a Small Town – Jason Aldean
- 26. August – Rich Men North of Richmond – Oliver Anthony
- 09. September – I Remember Everything – Zach Bryan feat. Kacey Musgraves
- 30. September – Fast Car – Luke Combs

### Nummer-1-Alben
Die folgende Liste umfasst die Nummer-eins-Hits der Billboard Top Country Albums des US-amerikanischen Musikmagazines Billboard chronologisch nach Wochenplatzierung.
- 07. Januar – Dangerous: The Double Album – Morgan Wallen (seit 15. Januar des Vorjahres)
- 04. Februar – The Mockingbird & The Crow – Hardy
- 18. März – One Thing at a Time – Morgan Wallen
- 22. Juli – Speak Now (Taylor’s Version) – Taylor Swift
- 09. September – Zach Bryan – Zach Bryan
- 25. November – Higher – Chris Stapleton
- 02. Dezember – Rockstar – Dolly Parton

## Gestorben
- 04. Januar – Stan Hitchcock
- 16. Januar – Johnny Powers
- 01. Mai – Gordon Lightfoot
- 23. Juni – Jesse McReynolds
- 27. Juni – Bobby Osborne
- 23. Juli – Larry Schuba
- 22. Dezember – Laura Lynch[3]

## Neue Mitglieder der Hall of Fames

### Country Music Hall of Fame
- Patty Loveless
- Bob McDill
- Tanya Tucker[4]

### International Bluegrass Music Hall of Fame
- Sam Bush
- Wilma Lee Cooper
- David Grisman[5]

### Nashville Songwriters Hall of Fame
- Keith Urban
- Kix Brooks
- Casey Beathard, David Lee Murphy, Rafe Van Hoy[6]

## Die wichtigsten Auszeichnungen

### Grammys
- Beste Country-Solodarbietung (Best Country Solo Performance) – Live Forever – Willie Nelson
- Beste Countrydarbietung eines Duos oder einer Gruppe (Best Country Duo/Group Performance) – Never Wanted to Be That Girl, Carly Pearce & Ashley McBryde
- Bester Countrysong (Best Country Song) – ’Til You Can’t – Cody Johnson (Autoren: Matt Rogers, Ben Stennis)
- Bestes Countryalbum (Best Country Album) – A Beautiful Time von Willie Nelson
- Bestes Bluegrass Album (Best Bluegrass Album) – Crooked Tree von Molly Tuttle & Golden Highway[7]

### Billboard Music Awards
- Top Country Song – Last Night – Morgan Wallen
- Top Country Artist – Morgan Wallen
- Top Country Album –  One Thing at a Time – Morgan Wallen
- Top Country Duo/Group Artist – Zac Brown Band
- Top Country Female Artist – Taylor Swift
- Top Country Male Artist – Morgan Wallen
- Top Country Touring Artist – Morgan Wallen[8]

### Country Music Association Awards
- Entertainer of the Year – Lainey Wilson
- Song of the Year – Fast Car – Tracy Chapman
- Single of the Year – Fast Car – Luke Combs; (Produzenten: Luke Combs, Chip Matthews, Jonathan Singleton)
- Album of the Year – Bell Bottom Country – Lainey Wilson
- Male Vocalist of the Year – Chris Stapleton
- Female Vocalist of the Year – Lainey Wilson
- Vocal Duo of the Year – Brothers Osborne
- Vocal Group of the Year – Old Dominion
- Musician of the Year – 	Jenee Fleenor
- New Artist of the Year – Jelly Roll
- Musical Event of the Year – Wait in the Truck – Hardy feat. Lainey Wilson; Produzenten: Hardy, Joey Moi, Jordan Schmidt, Derek Wells
- Music Video of the Year – Wait in the Truck –  (Regisseur:Justin Clough)[9]

### Academy of Country Music Awards
- Entertainer of the Year – Chris Stapleton
- Female Artist of the Year – Lainey Wilson
- Male Artist of the Year – Morgan Wallen
- Duo of the Year – Brothers Osborne
- New Female Artist of the Year – Hailey Whitters
- New Male Artist of the Year – Zach Bryan
- Album of the Year – Bell Bottom Country von Lainey Wilson
- Single of the Year – She Had Me at Heads Carolina von Cole Swindell
- Song of the Year – She Had Me at Heads Carolina von Cole Swindell (Autoren: Cole Swindell, Ashley Gorley, Jesse Frasure, Thomas Rhett, Mark D. Sanders, Tim Nichols)
- Video of the Year – Wait in the Truck von Hardy & Lainey Wilson
- Music Event of the Year – Wait in the Truck von Hardy & Lainey Wilson
- Songwriter of the Year – Ashley Gorley[10]